# Warsaw (Illinois)
Warsaw es una ciudad ubicada en el condado de Hancock en el estado estadounidense de Illinois. En el Censo de 2010 tenía una población de 1607 habitantes y una densidad poblacional de 83,07 personas por km².

## Geografía
Warsaw se encuentra ubicada en las coordenadas 40°21′4″N 91°25′41″O / 40.35111, -91.42806. Según la Oficina del Censo de los Estados Unidos, Warsaw tiene una superficie total de 19.34 km², de la cual 16.89 km² corresponden a tierra firme y (12.71%) 2.46 km² es agua.

## Demografía
Según el censo de 2010, había 1607 personas residiendo en Warsaw. La densidad de población era de 83,07 hab./km². De los 1607 habitantes, Warsaw estaba compuesto por el 97.7% blancos, el 0.06% eran afroamericanos, el 0.25% eran amerindios, el 0.44% eran asiáticos, el 0.12% eran isleños del Pacífico, el 0.37% eran de otras razas y el 1.06% pertenecían a dos o más razas. Del total de la población el 0.87% eran hispanos o latinos de cualquier raza.